# Mehdi Hasan
Mehdi Hasan, född 10 juli 1979, är en brittisk-amerikansk journalist och författare.
Hasan var bland annat tidigare redaktör för Storbritanniens upplaga av Huffington Post.

## Priser och utmärkelser
- 2017 Blev Hasan utnämnd till European Young Leader av tankesmedjan Friends of Europe
- 2019, Vann Hasan "Society of Professional Journalists' Sigma Delta Chi Award for Online Column Writing".